# Dast-e Kavír
A Dast-e Kavír (újperzsa nyelven: دشت كوير, jelentése: nagy sósivatag) zonális sósivatag Iránban,  az Iráni-fennsík közepén. Területe 77 600 km², hosszúsága kb. 800 km, szélessége kb. 390 km. A Föld 23. legnagyobb sivatagja. Átnyúlik Horászán, Szemnán, Teherán, Iszfahán és  Jazd tartományokon egészen a Dast-e Lut sivatagig. Rendkívül kevés csapadékot kap (általában télen esik), a nyári hőmérséklet eléri az 50 °C-t is.

## Fordítás
- Ez a szócikk részben vagy egészben  a   Wüsten Afghanistans und des Iran című német Wikipédia-szócikk fordításán alapul.  Az eredeti cikk szerkesztőit annak laptörténete sorolja fel. Ez a jelzés csupán a megfogalmazás eredetét és a szerzői jogokat jelzi, nem szolgál a cikkben szereplő információk forrásmegjelöléseként.